# Eleusis humilis
Eleusis humilis är en skalbaggsart som beskrevs av Wilhelm Ferdinand Erichson 1840. Eleusis humilis ingår i släktet Eleusis och familjen kortvingar. Inga underarter finns listade i Catalogue of Life.